# Michael Hutchinson (Eishockeyspieler)
Michael Hutchinson (* 2. März 1990 in Barrie, Ontario) ist ein kanadischer Eishockeytorwart, der seit November 2024 bei SaiPa Lappeenranta aus der finnischen Liiga unter Vertrag steht. Zuvor war Hutchinson unter anderem für die Winnipeg Jets, Florida Panthers, Toronto Maple Leafs, Colorado Avalanche, Columbus Blue Jackets und Detroit Red Wings in der National Hockey League (NHL) aktiv.

## Karriere

### Jugend
Michael Hutchinson begann im Alter von sechs Jahren mit dem Eishockeyspielen und verbrachte fünf Jahre fünf Jahre in der Jugendabteilung der Barrie Colts in seiner Heimatstadt.  Zudem spielte er ein Jahr für die Markham Majors im ca. 100 Kilometer entfernten Markham, ehe er in der Priority Selection der Ontario Hockey League (OHL) an 69. Stelle von den Barrie Colts ausgewählt wurde. Somit spielte er ab der Saison 2006/07 in einer der drei erstklassigen Juniorenligen Kanadas und blieb gleichzeitig in seiner Heimatstadt Barrie. Allerdings verbrachte er seine Debütsaison nicht komplett in der OHL, sondern absolvierte auch acht Spiele für die Orangeville Crushers aus der Ontario Junior Hockey League. In seiner zweiten Spielzeit bei den Colts etablierte sich Hutchinson als Stammtorhüter, absolvierte 32 Spiele und erreichte in der regulären Saison eine Fangquote von 91,2 %. Obwohl die Mannschaft in den anschließenden Play-offs bereits in der zweiten Runde scheiterte, konnte er seine Fangquote auf 94,1 % steigern und war damit zweitbester Torwart der Play-offs. Gleichwohl sorgte er mit diesen Leistungen für Aufmerksamkeit der Scouts im anstehenden NHL Entry Draft 2008, sodass ihn die Central Scouting Services auf Platz 5 der vielversprechendsten Torhütertalente des Drafts einschätzten. In den mid-term rankings im Januar 2008 (und damit vor den Play-offs) hatte er noch Platz 18 belegt. Im eigentlichen Draft wählten ihn dann die Boston Bruins an 77. Position aus. Vorerst verblieb der Kanadier allerdings bei den Barrie Colts und erzielte in der Saison 2008/09 in 38 Spielen fünf Shutouts. Sein letztes Juniorenjahr in der OHL verbrachte er bei den London Knights, zu denen er im Sommer 2009 gewechselt war.

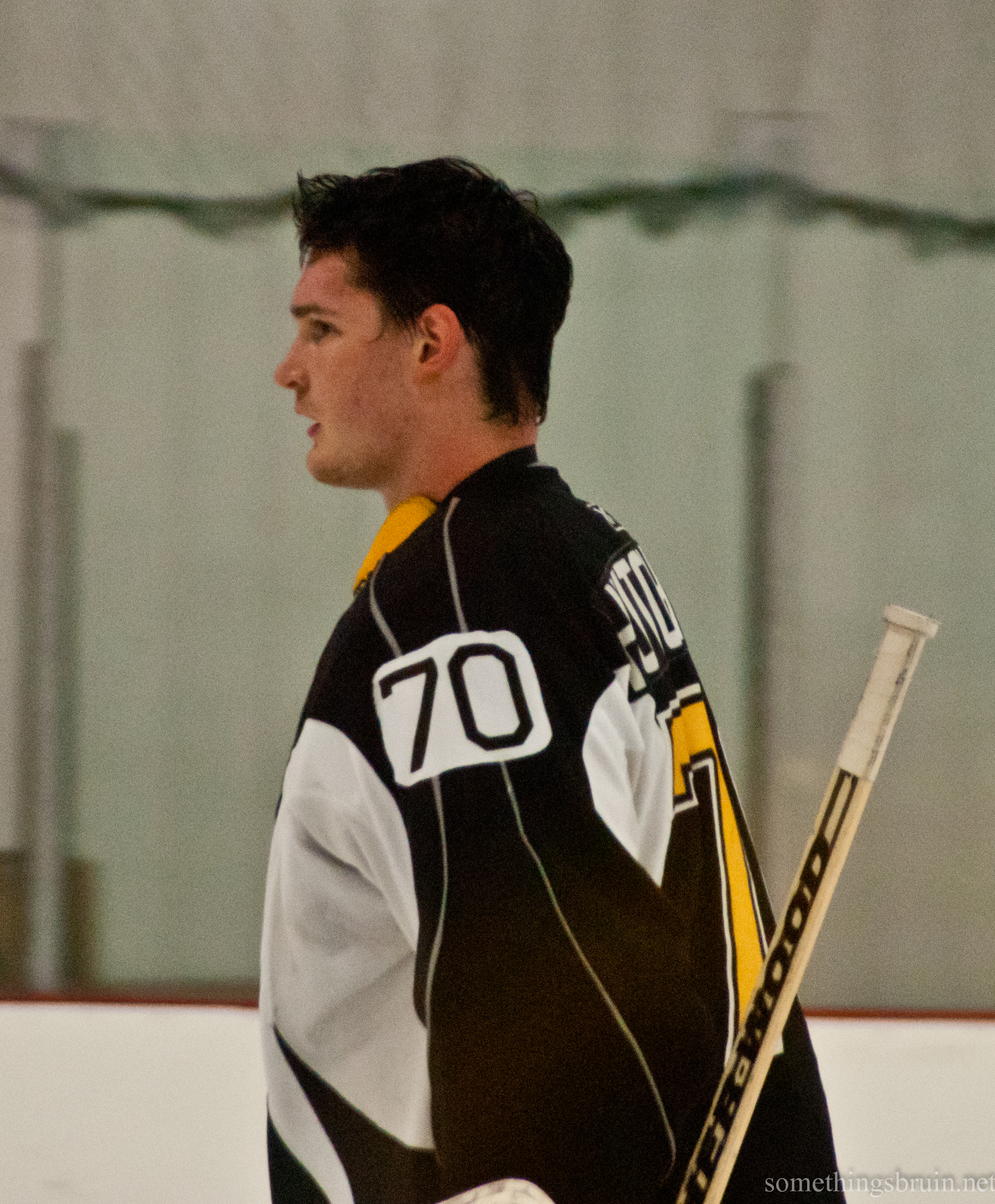
Hutchinson im Training der Boston Bruins (2011)

### Boston Bruins
Nach der Saison 2009/10 unterzeichnete Hutchinson einen Einstiegsvertrag bei den Boston Bruins, die ihn zu ihrem Farmteam der American Hockey League (AHL), den Providence Bruins, schickten. Nach etwa drei Monaten in der AHL wurde er sogar noch eine Liga weiter nach unten gereicht und spielte fortan für die Reading Royals aus der ECHL, die ebenfalls als Farmteam der Bruins fungierten. Im weiteren Verlauf der Saison wechselte der Kanadier häufiger zwischen AHL und ECHL und kam am Ende auf 28 Einsätze für die Providence Bruins und auf 18 für die Reading Royals. In der folgenden Spielzeit 2011/12 etablierte sich Hutchinson bei den Providence Bruins und kam auf nur zwei Einsätze in der ECHL. In 29 AHL-Spielen erreichte er eine Fangquote von 92,7 % und war damit (gemeinsam mit Jacob Markström) zweitbester Torhüter. Des Weiteren stand er während der Spielzeit zweimal als Ersatztorwart im NHL-Aufgebot der Boston Bruins, kam allerdings zu keinem Einsatz.
Nachdem er die Spielzeit 2012/13 als zweiter Torhüter der Providence Bruins hinter Niklas Svedberg verbracht hatte, wurde sein auslaufender Vertrag im Sommer 2013 nicht verlängert. Als Free Agent schloss er sich daraufhin im Juli 2013 den Winnipeg Jets an. Hutchinson betonte, dass ihn von seiner Zeit in Boston vor allem die Zusammenarbeit mit Stammtorwart Tuukka Rask geprägt habe.

### Winnipeg Jets
Auch die Jets gaben Hutchinson vorerst an ihre Farmteams ab, die St. John’s IceCaps aus der AHL sowie die Ontario Reign aus der ECHL. Nachdem er die erste Hälfte der Saison 2013/14 hauptsächlich in der ECHL verbracht hatte, etablierte er sich im weiteren Verlauf in der AHL und erreichte mit den IceCaps das Finale um den Calder Cup. In den Play-offs stand Hutchinson in jedem Spiel von Beginn an im Tor und erreichte in 21 Spielen eine Fangquote von 93,8 % sowie einen Gegentorschnitte von 1,95, der der höchste aller Torhüter in den Play-offs war. Aufgrund dieser Leistungen beriefen ihn die Jets gegen Ende der Saison in den NHL-Kader, wo Hutchinson seine ersten drei Spiele bestritt, eine 94,3-prozentige Fangquote aufwies und seinen ersten NHL-Sieg überhaupt gegen seinen vorherigen Arbeitgeber, die Boston Bruins, verbuchte.
Mit Beginn der Saison 2014/15 stand Hutchinson fest als zweiter Torhüter hinter Ondřej Pavelec bzw. Connor Hellebuyck im NHL-Kader. Diesen Stammplatz verlor er allerdings im Rahmen der Vorbereitung auf die Spielzeit 2017/18 an Steve Mason und Hellebuyck. Demzufolge stand der Kanadier wieder überwiegend in der AHL für die Manitoba Moose auf dem Eis und wurde am Ende der Saison ins AHL Second All-Star Team gewählt.

### Stete Wechsel
Nach fünf Jahren in der Organisation der Jets unterzeichnete Hutchinson im Juli 2018 als Free Agent einen Einjahresvertrag bei den Florida Panthers. Dort kam er ebenfalls hauptsächlich in der AHL bei den Springfield Thunderbirds zum Einsatz, bevor er im Dezember 2018 an die Toronto Maple Leafs abgegeben wurde. Im Gegenzug erhielten die Panthers ein Fünftrunden-Wahlrecht für den NHL Entry Draft 2020. In Toronto war Hutchinson etwas mehr als ein Jahr aktiv, ehe er zur Trade Deadline im Februar 2020 im Tausch für Calle Rosén zur Colorado Avalanche transferiert wurde. Dort beendete er die Spielzeit 2019/20 und kehrte anschließend im Oktober 2020 als Free Agent zu den Toronto Maple Leafs zurück, bei denen er einen Zweijahresvertrag unterzeichnete. Ebenfalls als Free Agent wechselte er anschließend im Juli 2022 zu den Vegas Golden Knights, die ihn jedoch im März 2023 samt einem Siebtrunden-Wahlrecht im NHL Entry Draft 2025 an die Columbus Blue Jackets abgaben und dafür Jonathan Quick erhielten. In Columbus wurde sein auslaufender Vertrag nach der Saison 2022/23 nicht verlängert, sodass er im Oktober 2023 einen Probevertrag bei den Grand Rapids Griffins in der AHL erhielt. Diese verpflichteten ihn im Dezember 2023 fest, ebenso wie wenig später deren NHL-Kooperationspartner, die Detroit Red Wings. Für Detroit kam er aber lediglich zu einem NHL-Einsatz und erhielt über den Sommer 2024 hinaus kein neues Vertragsangebot der Organisation.
Im November 2024 fand Hutchinson in SaiPa Lappeenranta aus der finnischen Liiga einen neuen Arbeitgeber.

## Erfolge und Auszeichnungen
- 2018 Teilnahme am AHL All-Star Classic
- 2018 AHL Second All-Star Team

## Karrierestatistik
Stand: Ende der Saison 2023/24
(Legende zur Torhüterstatistik: GP oder Sp = Spiele insgesamt; W oder S = Siege; L oder N = Niederlagen; T oder U oder OT = Unentschieden oder Overtime- bzw. Shootout-Niederlage; Min. = Minuten; SOG oder SaT = Schüsse aufs Tor; GA oder GT = Gegentore; SO = Shutouts; GAA oder GTS = Gegentorschnitt; Sv% oder SVS% = Fangquote; EN = Empty Net Goal; 1 Play-downs/Relegation; Kursiv: Statistik nicht vollständig)